# Dombrowski
Dombrowski (transkribierte Form von poln. Dąbrowski) ist ein deutscher Familienname.

## Namensträger

### Familienname
- Damian Dombrowski (* 1966), deutscher Kunsthistoriker
- Daniel Dombrowski (* 1953), US-amerikanischer Philosoph
- Dieter Dombrowski (* 1951), deutscher Politiker (CDU)
- Dominik Dombrowski (* 1964), deutsch-US-amerikanischer Autor und Übersetzer
- Erich Dombrowski (1882–1972), deutscher Journalist und Schriftsteller
- Ernst von Dombrowski (Schriftsteller) (1862–1917), böhmischer Jäger und Schriftsteller
- Ernst von Dombrowski (Künstler) (1896–1985), österreichischer Autor, Xylograph und Illustrator
- Felix von Dombrowski (1895–1954), österreichischer Sänger, Schauspieler und Rundfunkmoderator
- Hansmaria Dombrowski (1897–1977), deutscher Komponist, Dirigent, Organist und Musikschriftsteller
- Heike Dombrowski, Geburtsname von Heike Axmann (* 1968), deutsche Handballspielerin und -trainerin
- Heike Dombrowski (Politikerin), deutsche Politikern (DBD), MdV
- Herbert Dombrowski (* 1935), deutscher Tischtennisspieler
- Jens Dombrowski (* 1963), deutscher Fußballspieler
- Johann Heinrich Dombrowski (1755–1818), polnischer General, siehe Jan Henryk Dąbrowski
- Jaroslaw Dombrowski (1836–1871), polnischer Revolutionär, siehe Jarosław Dąbrowski
- Joseph Dombrowski (* 1991), US-amerikanischer Radrennfahrer
- Juri Ossipowitsch Dombrowski (1909–1978), sowjetischer Schriftsteller
- Karl von Dombrowski (Carl von Dombrowski; 1872–1951), deutscher Maler
- Katharina von Dombrowski (1881–1968), österreichische Autorin, siehe Käthe Olshausen-Schönberger
- Lothar Dombrowski (1930–2001), deutscher Journalist und Moderator
- Lutz Dombrowski (* 1959), deutscher Leichtathlet
- Niclas Dombrowski (* 1991), deutscher Handballspieler
- Nini Dombrowski (1899–1960), deutsche Musikpädagogin
- Paula Dombrowski (* 1975), deutsche Schauspielerin
- Peter Dombrowski (1928–2025), deutscher Mathematiker
- Raoul von Dombrowski (1833–1896), österreichischer Jagd- und Forstwissenschaftler
- Ralf Dombrowski (* 1965), deutscher Jazzjournalist
- Robert von Dombrowski (1869–1932), österreichischer Ornithologe
- Siegfried Dombrowski (1916–1977), deutscher Offizier und Doppelagent
- Theodor Dombrowski (1925–2014), deutscher Philosoph
- Uwe Dombrowski (* 1950), deutscher Ingenieur und Hochschullehrer
- Wiktor Alexejewitsch Dombrowski (1913–1972), sowjetischer Astronom
- Wolfgang Dombrowski (* 1933), deutscher Berufsoffizier

### Fiktive Figuren
- Lothar Dombrowski, Figur des Kabarettisten Georg Schramm